# اچ‌ام‌اس بوین (۱۶۹۲)
اچ‌ام‌اس بوین (۱۶۹۲) (به انگلیسی: HMS Boyne (1692)) یک کشتی بود که طول آن ۱۵۷ فوت (۴۷٫۹ متر) بود.